# OpenTK
OpenTK (Open Toolkit) est une bibliothèque écrite en C# permettant aux programmes fonctionnant sur la plateforme .NET d'utiliser directement OpenGL, OpenAL et OpenCL.